# 오이 겐타로 (축구 선수)
오이 겐타로(일본어: 大井 健太郎, 1984년 5월 14일 ~ )는 일본의 축구 선수이다.

## 구단 경력
그는 2003년부터 201년까지 J리그의 주빌로 이와타, 쇼난 벨마레, 알비렉스 니가타에서 활동하였다.

## 국가대표팀 경력
그는 2001년 FIFA U-17 세계 축구 선수권 대회에 참가할 일본 U-17 국가대표팀에 발탁되었으며, 3경기에 출전했다.